# 港島民生書院
港島民生書院（英語：Munsang College (Hong Kong Island)）為一所位於香港東區西灣河的基督教男女津貼英文中學，於1999年創校。校舍座落太安街，鄰近愛秩序灣公園及愛秩序灣海旁，校園佔地75350平方呎。校名源自民生書院創辦人區澤民和莫幹生之名。港島民生書院與民生書院同屬「民生書院（辦學團體）有限公司」管理，但兩校獨立運作。現任校長為嚴志成博士。

## 書院概述

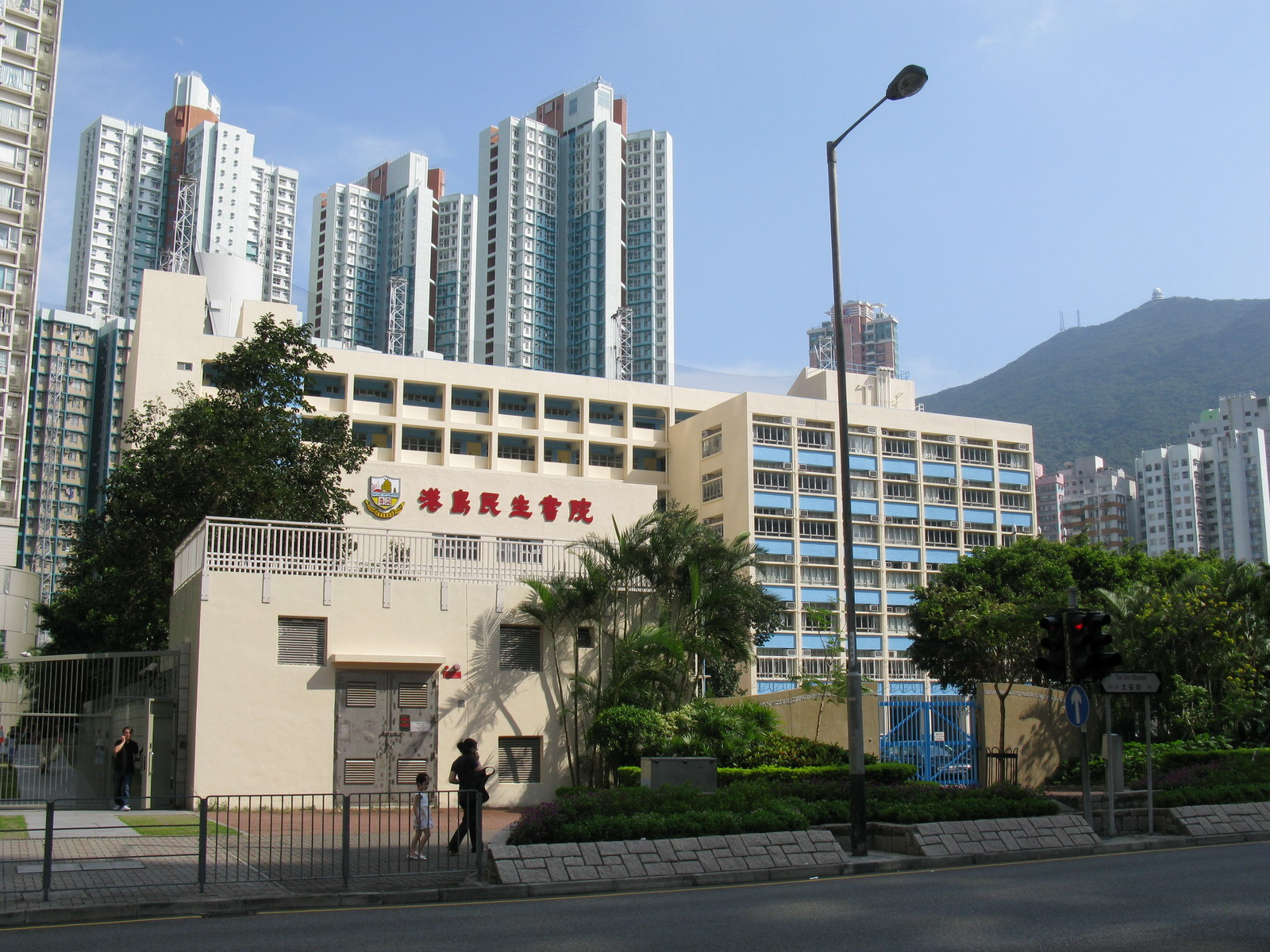
港島民生書院校舍，前方為太安街。

民生書院在1926年於九龍城啟德濱創校，取其中兩位捐款創辦人區澤民和莫幹生作校名。1986年於九龍城東寶庭道校址舉辦鑽禧紀念時，民生書院辦學團體決定計劃於香港島開辦新校，以延續民生精神至港島。辦學經費由辦學團體及民生書院校友會籌得。90年代中期，辦學團體獲悉愛秩序灣填海區選址理想，遂循「1997年校舍分配工作」向香港政府申請建校，定址西灣河海濱，而該次分配結果於1998年公佈 , 新校命名為「港島民生書院」。港島民生書院於1999年正式開校，開校時校舍尚未落成，需借用基灣小學進行中一新生註冊及學科測驗，開學禮亦需於西灣河文娛中心舉行。學校於9月1日的開學禮中進行傳徽禮儀，由民生書院學生傳校徽及校燈予港島民生書院學生，寓意薪火相傳。1999年9月6日，位於太安街26號的校舍在正式啟用。學校首任校長為民生書院1973年校友張百康。根據政府批校原則，書院原為中文文法學校，於2010至2011年度起改以英語作為主要授課語言。
港島民生書院遵循民生書院傳統，以「光與生命」和「人人為我，我為人人」為校訓，並以基督教精神辦學，但不隸屬任何宗教團體。民生校訓「光與生命」 （Light and Life; ）出自《馬太福音》5章14-16節、《約翰福音》14章6節及8章12節；「人人為我，我為人人」源自格言「Unus pro omnibus, omnes pro uno」。港島民生書院沿用九龍民生書院之校徽、校歌及校慶日（即3月8日）。校歌旋律為美國作曲家亨利·S·湯普森創作之民謠《安妮·萊爾》（Annie Lisle），在啟德濱創校年代已有歌詞，後於1962年由楊士端老師改寫新歌詞，符合當年之環境，以普通話頌唱。創校早期，港島民生書院受民生書院協助，增建校舍設施及舉辦校內活動：圖書館由民生書院同學會贊助改建；1999至2000年度第一屆水運會及陸運會亦得民生書院協辦。書院共有四個學社，各社以與學校簡稱IMSC對應的《舊約聖經》人物命名，分別為Isaiah（以賽亞）、Moses（摩西）、Samuel（撒母耳）和Caleb（迦勒）；學社中文名稱則取各人物特點，分別為正（Integrity）、謙（Modesty）、誠（Sincerity）和勇（Courage）。2004年9月成立港島民生書院舊生會；2007年度成立法團校董會；2008年9月成立學生會及家長教師會。

## 校園環境
港島民生書院位於西灣河愛秩序灣海旁，佔地約75350平方呎。1999年開校初期毗鄰尚無建築物，及後西北面的私人屋苑逸濤灣與東南面的愛秩序灣臨時巴士總站相繼於2001年建成。愛秩序灣臨時巴士總站於2006年6月停用，地皮短期用作擴建港島高爾夫球會練習場，租期至2008年年末。高爾夫球練習場曾供港島民生書院學生進行體育課及高爾夫球訓練。政府於租約期滿後收回土地，興建愛秩序灣公園；公園於2011年4月落成，兩面圍繞書院校園。
校舍採用1998年版靈活式校舍設計，主樓樓高7層，單邊開放式走廊設計，設有共28間教室、教員室、校務處、圖書館、醫療室、五所實驗室（包括兩所綜合科學、一所物理、一所化學及一所生物實驗室）、音樂室、地理室、美術及設計室、STEM室及多用途活動室。禮堂樓與主樓分開，禮堂設於禮堂樓的一、二樓，地下為有蓋操場。校園內有兩個籃球場及花圃。學校另設學生活動中心、特別活動室、兩個自修室、English Corner、茶水間、社工室、基督徒天地，以及多間辦公室（包括學生會辦公室、家長教師會辦公室及領袖生室）。學校圖書館於2000至2001年啟用；校舍亦在2003至2004年改建，工程後增建三個課室及有蓋操場簷篷。2019年有蓋操場加裝空調系統。2025年飯堂加入冷氣系統。
書院與另外六座同類型中學校舍，原訂採用1995年版同款設計，僅有26間課室。適逢千禧校舍標準於1997年推出，由於校舍仍未施工，故政府決定修改圖則及增加撥款，為港島民生書院校舍加建7樓、相關額外樁柱及改動部分特別室間隔，成為設備水平與千禧校舍無異的1998年版靈活式校舍。

## 教學架構

### 班級結構
港島民生書院創校時全校僅約500名學生入讀。開校早期中一級別共收取六班（A至F班），直至2002至2003年度，為實行初中至高中平行班級，中一級由以往收取六班減為五班（A至E班）。為嚮應教育局推行的自願優化班級結構計劃，中一級結構於2011至2012年度再度更改，該年度中一由五班減至四班，往後六年根據「循環班級結構」隔年加開或縮減一班。在2023至2024學年，港島民生書院共27班，中一、中三及中五級各 4 班；中二、中四及中六各 5 班；不設精英班制度。中一至中三級的英文科則根據學生的英文科成績編成小班，每班約12至33人。

### 修讀科目
中一至中三級學生需修讀下列科目：
- 中國語文（廣東話授課）Chinese Language
- English Language 英國語文
- Mathematics 數學
- Integrated Science 綜合科學（中三級除外）
  - Biology 生物（只限中三級）
  - Chemistry 化學（只限中三級）
  - Physics 物理（只限中三級）
- Geography 地理
- History 歷史
- 中國歷史 Chinese History
- Business Fundamentals 商業基礎
- 宗教教育（基督教）Religious Education (Christianity)
- Citizenship, Economics and Society 公民、經濟與社會 (2024-) 
 Life and Society 生活與社會 (2020-2024)  
 Studies and Social Milieu 社會議題探究 (2016-2019)
- 普通話 Putonghua (中三級除外)
- Visual Arts 視覺藝術
- Music 音樂
- Physical Education 體育
- Technology Education 科技教育

初中課程除中文、中國歷史、生活與社會、普通話及宗教教育以中文授課外，其餘課程皆以英語教授。
中四至中六學生需修讀之科目：
- 中國語文
- 英國語文
- 數學
- 公民與社會發展科

中四至中六學生可選修之科目：
- 數學單元2 代數與微積分
- 化學
- 物理
- 企業、會計與財務概論
- 經濟
- 中國文學
- 生物
- 地理
- 歷史
- 中國歷史
- 視覺藝術
- 資訊及通訊科技
- 日語（與香港浸信會聯會專業書院合辦）

高中課程除中文、公民及社會教育、中國歷史、中國文學、視覺藝術及日語外，其餘課程皆以英語教授。

### 歷任校長
| 任別 | 年份       | 姓名            |
| ---- | ---------- | --------------- |
| 1    | 1999－2015 | 張百康先生，BBS |
| 2    | 2015－2025 | 嚴志成博士      |
| 3    | 2025－     | 羅國潤博士      |

## 校園文化

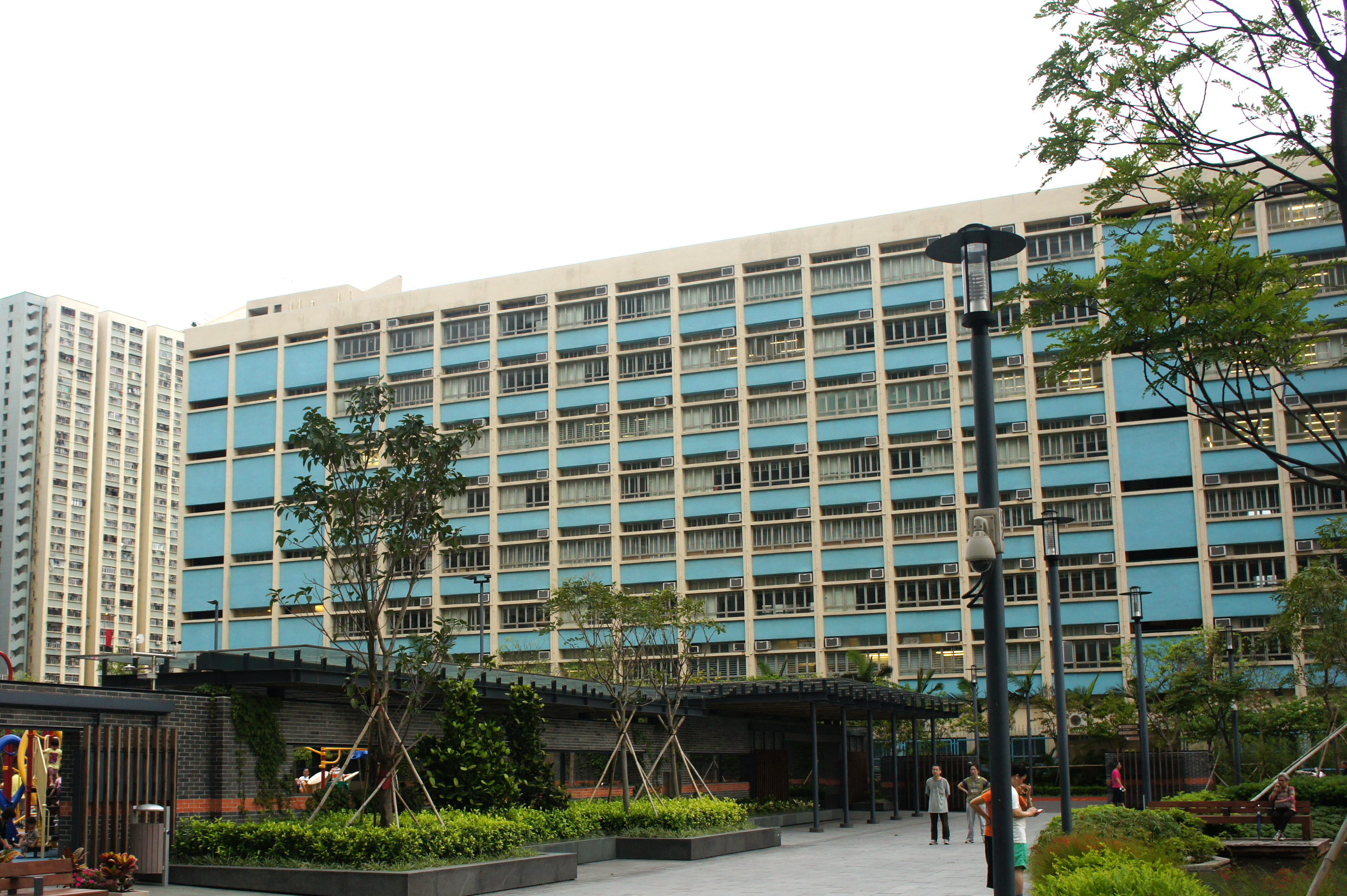
港島民生書院的東南面外貌，前方為愛秩序灣公園。

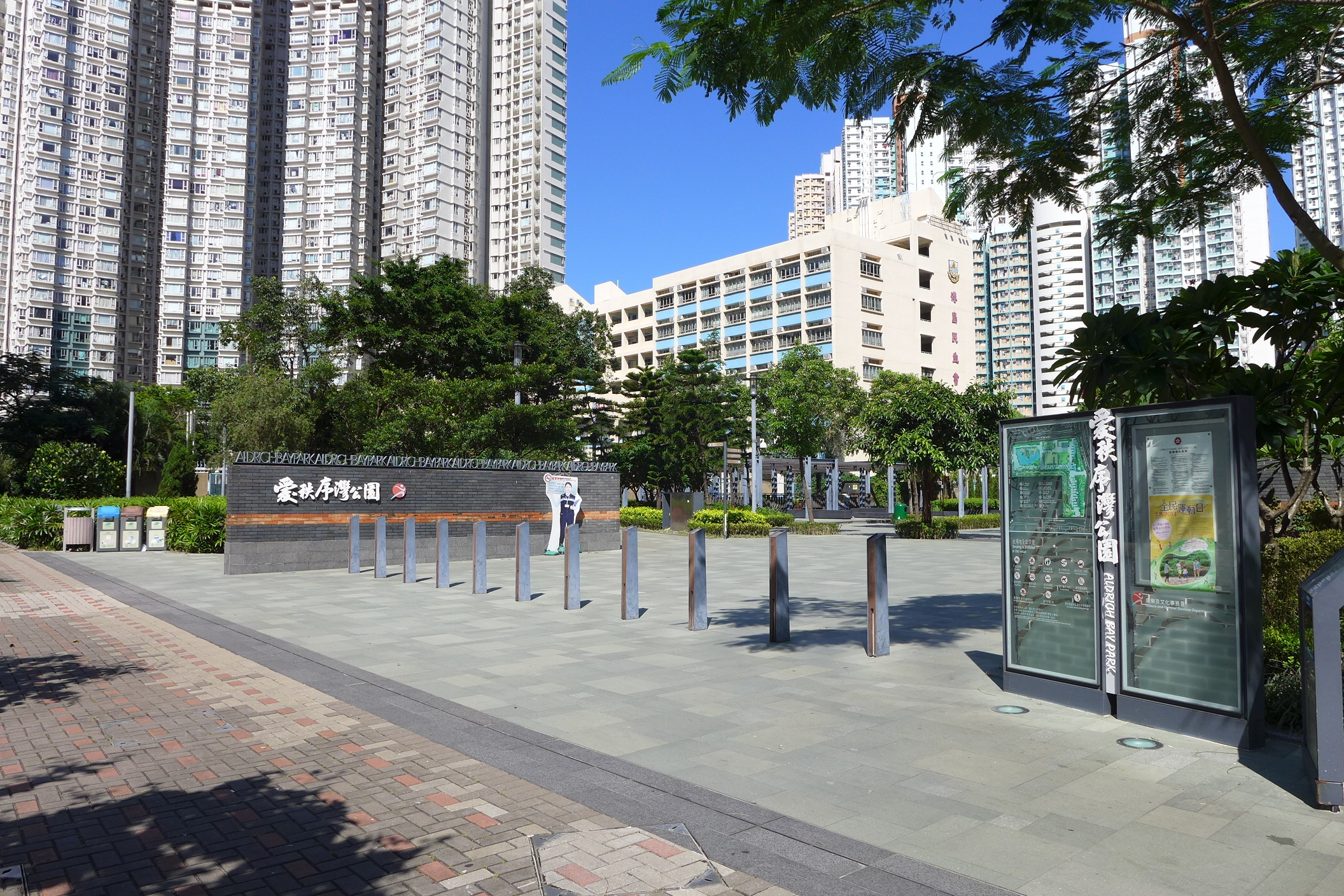
校舍鄰近愛秩序灣公園

### 學社制度
港島民生學社制度始於2016年9月，學生均會分配到四社之一。四社之英文名稱取自《聖經》人物，人物名稱首字母對應學校英文簡稱（IMSC）；中文名稱則取自人物特點，同時人物特點的英文首字母亦對應IMSC此簡稱。
- 正社（House of Isaiah）；聖經人物：以賽亞；紅色
- 謙社（House of Moses）；聖經人物：摩西；黃色
- 誠社（House of Samuel）；聖經人物：撒母耳；藍色
- 勇社（House of Caleb）；聖經人物：迦勒；綠色

### 學生組織
港島民生書院學生會成立於2008至2009年學期，第一屆學生會投票於2008年9月22日進行。
| 屆數 | 年份        | 學生會內閣名稱 | 主席   |
| ---- | ----------- | -------------- | ------ |
| 1    | 2008－2009  | Pioneer 心在弦 | 黃健   |
| 2    | 2009－2010  | Sirius         | 何志謙 |
| 3    | 2010－2011  | Cerynitis 鹿鳴 | 孟詠欣 |
| 4    | 2011－2012  | Larus          | 謝苡琳 |
| 5    | 2012－2013  | X-plorer       | 周希進 |
| 6    | 2013－2014  | Intimate       | 郝依晴 |
| 7    | 2014－2015  | Heirs          | 李敏晴 |
| 8    | 2015－2016  | Polaris        | 盧揚丹 |
| 9    | 2016－2017  | Sparkle        | 林洛筵 |
| 10   | 2017－2018  | Phoenix 鳳鳴   | 張家熙 |
| 11   | 2018－2019  | Yibambe        | 蔡晉匡 |
| 12   | 2019－2020  | Ignite         | 林凱軒 |
| 13   | 2020－2021  | Premiere       | 馮晉基 |
| 14   | 2021 - 2022 | Meraki         | 楊皓喬 |
| 15   | 2022 - 2023 | Dazzle         | 林浪鋒 |
| 16   | 2023 - 2024 | Fiery          | 譚思琦 |
| 17   | 2024 - 2025 | Pharos         | 吳熙喬 |

| - 田徑校隊 - 羽毛球校隊 - 排球校隊 - 男子籃球校隊 - 男子足球校隊 - 合唱團 - 中文辯論校隊 - English Debate Team - English Public Speaking Group - 室內賽艇校隊 - 管弦樂團 - 普通話司儀訓練小組 - 游泳校隊 - 乒乓球校隊 - 西洋樂器班 - 結他班（木結他） - 數學增潤 - 箭藝校隊 - 劍擊校隊 - 試算表學會 - 桌上遊戲學會 - K-pop 韓藝會 | - 數學先鋒 - Arm Knitting Club - 天文學會 - 黏土工藝小組 - 甜品學會 - 戲劇學會 - 環保學會 - 攝影學會 - 橡皮章雕刻學會 - 電腦探索聯盟 - 基督徒團契 - 公益少年團 - 童軍（港島第1745旅） - 女童軍（女童軍組） - 女童軍（深資女童軍組） |

此外，書院另設「自組學會計劃」，讓學生自由編組學會。在新學會成立前，內閣人數必需有四人（學會主席必須由中三級或以上同學擔任）及一位顧問老師，亦需列明全年活動內容及提供財政報告。

### 宗教主題
| 年份        | 主題                                                                                             | 主題經文            |
| ----------- | ------------------------------------------------------------------------------------------------ | ------------------- |
| 2002－2003  | 最先為「愛之欣賞」，其後改為「愛從心欣賞」                                                       |                     |
| 2006－2007  | 愛人更真 愛神更深                                                                                | 馬太福音 22:37-40   |
| 2007－2008  | 得著上帝的賜福 成為別人的祝福                                                                    | 馬太福音 5:8-9      |
| 2008－2009  | 數算自己的日子 得著智慧的心                                                                      | 詩篇 90:12          |
| 2009－2010  | 你的話是我腳前的燈 是我路上的光                                                                  | 詩篇119:105         |
| 2010－2011  | 我來了 是要叫人得生命 並且得的更豐盛                                                             | 約翰福音10:10下     |
| 2012－2013  | 你必將生命的道路指示我。在你面前有滿足的喜樂；在你右手中有永遠的福樂。                           | 詩篇16:11           |
| 2013－2014  | 若有人在基督裏，他就是新造的人。舊事已過，都變成新的了。                                         | 哥林多後書5:17      |
| 2014－2015  | 生命在他裏頭，這生命就是人的光。                                                                 | 約翰福音1:4         |
| 2015－2016  | 求你指教我們怎樣數算自己的日子，好叫我們得著智慧的心。                                           | 詩篇 90:12          |
| 2016－2017  | 你要保守你心，勝過保守一切，因為一生的果效是由心發出。                                           | 箴言 4:23           |
| 2017－2018  | 聖靈所結的果子，就是仁愛、喜樂、和平、忍耐、恩慈、良善、信實、溫柔、節制。這樣的事沒有律法禁止。 | 加拉太書 5:22-23    |
| 2019－2020  | 凡事包容，凡事相信，凡事盼望，凡事忍耐，愛是永不止息。                                           | 哥林多前書 13:7-9上 |
| 2020－2021  | 耶和華是我的牧者, 我必不致缺乏。 祂使我躺臥在青草地上,領我在可安歇的水邊。                       | 詩篇 23:1-2         |
| 2021－2022  | 願賜盼望的神，因你們的信把各樣的喜樂、平安充滿你們的心。使你們藉着聖靈的能力大有盼望!            | 羅馬書‬ ‭15:13‬        |
| 2022－2023  | 你必將生命的道路指示我，在你面前有滿足的喜樂，在你右手中有永遠的福樂。                           | 詩篇 16: 11         |
| 2023 - 2024 | 你們是世上的鹽，如果鹽失了味，怎能使它再鹹呢？                                                   | 馬太福音 5:13       |
| 2024 - 2025 | 在指望中要喜樂，在患難中要忍耐，禱告要恆切。                                                     | 羅馬書12:12         |

## 學術成績
兩名港島民生書院學生於2012年首屆香港中學文憑試考獲六科5**成績。

## 記事備註
- 2009年9月4日，香港教育統籌局小學及初中數學奧林匹克代表隊總教練，數學科教師及訓導主任吳重振因病離世，享年54歲[14]。
- 2023至24學年，學校教師的學士學位教師比率為100%；碩士學位教師比率為74%。

## 著名教職員
- 吳重振老師：已故前香港小學及初中數學奧林匹克代表隊總教練
- 張百康校長：前香港考試及評核局公開考試委員會主席

## 著名/傑出校友
- 黃兆銘：香港流行音樂製作人（2004年）
- 黃積權：香港配音員
- 鄭敏：流行音樂填詞人（2008年）
- 伍瑋謙：香港足球運動員

## 外部連結
- 港島民生書院 （页面存档备份，存于）
- 港島民生書院舊生會
- 民生書院同學會有限公司 （页面存档备份，存于）
- 港島民生書院家長教師會 （页面存档备份，存于）

## 註解
1. ↑  該等校舍分別為靈糧堂劉梅軒中學、中華傳道會劉永生中學、聖羅撒書院、粉嶺禮賢會中學、新生命教育協會平安福音中學及元朗公立中學校友會鄧兆棠中學。